# Euphorbia burmannii
Euphorbia burmannii es una especie fanerógama perteneciente a la familia Euphorbiaceae. Es endémica de Sudáfrica y Namibia.

## Descripción
Es una planta perenne, enana y suculenta con tallo ramificado. Alcanza un tamaño de 0.3 - 0.7 m de altura a una altitud de 4 - 550 metros en Sudáfrica y Namibia.

## Taxonomía
Euphorbia burmannii fue descrita por (Klotzsch) E.Mey ex Boiss. y publicado en Prodromus Systematis Naturalis Regni Vegetabilis 15(2): 75. 1862.
Etimología
Euphorbia: nombre genérico que deriva del médico griego del rey Juba II de Mauritania (52 a 50 a. C. - 23), Euphorbus, en su honor – o en alusión a su gran vientre – ya que usaba médicamente Euphorbia resinifera. En 1753 Carlos Linneo asignó el nombre a todo el género.
burmannii: epíteto otorgada en honor del botánico holandés Johannes Burman (1707 - 1779), botánico y médico holandés, autor de Thesaurus zeylanicus, Rariorum africanarum plantarum o Flora malabarica.
Sinonimia
- Arthrothamnus burmannii Klotzsch & Garcke (1859).
- Tirucallia burmannii (Klotzsch & Garcke) P.V.Heath (1996).
- Euphorbia biglandulosa Willd. (1814), nom. illeg.[5][6]